# 让·佩兰
让·巴蒂斯特·佩兰ForMemRS，1870年9月30日—1942年4月17日），法国物理学家，研究液體中細小懸浮粒子的布朗運動，驗證了阿爾伯特·愛因斯坦對此現象的解釋，進而確認了物質的原子本質。他也因此成就於1926年獲頒诺贝尔物理学奖。

## 傳記

### 早期生活

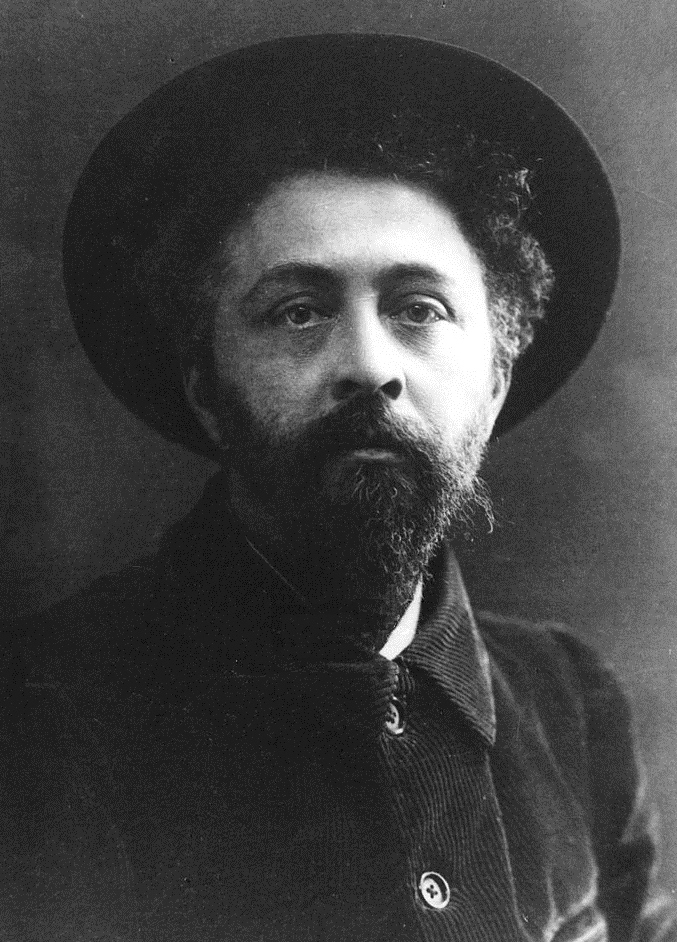
尚·巴蒂斯特·佩蘭攝於1908年

尚·巴蒂斯特·佩蘭出生於法國里耳，讀過巴黎高等師範學院，一座位於巴黎的頂尖高等專業學院，他在學校當助理的那段期間(1894－1897)，研究了陰極射線和X射線，之後他被授予博士學位（docteur ès sciences ）（1897），在同一年，他被任命為巴黎大學的物理化學講師，1910年他成了教授，他持有這個職位，直到二戰爆發德國佔領法國。

### 研究與成果
1895年，讓·佩蘭證明，陰極射線本質上是帶負電荷的微粒。他透過數種方法計算了亞佛加厥數（現為亞佛加厥常數），他也解釋了太陽能是來自於氫的熱核反應。 
1905年愛因斯坦發表他的理論：以原子解釋布朗運動後，佩蘭開始以實驗測試和驗證愛因斯坦的理論，因此解決了道爾頓原子說的百年之爭。Carl Benedicks爭論佩蘭應該拿諾貝爾物理獎，佩蘭因此在1926年獲得此獎，貢獻為物質的不連續結構研究，為分子的物理實體為何的長久爭論畫下句點。
佩林著作了一些書籍和論文，最引人注目的是他的出版物：Rayons cathodiques et rayons X、Les Principes、Electrisation de contact、Réalité moléculaire、Matière et Lumière以及Lumière et Reaction chimique。
佩蘭也曾經獲得許多傑出的獎項，包括皇家學會的焦耳獎（1896）和法國科學院的La Caze獎。他曾兩度獲選為索爾維會議的成員（1911、1921）。他不但是英國倫敦皇家協會成員，也是多個科學學院的成員，包括了比利時、瑞典、杜林、拉格、羅馬尼亞和中國。1926年，他榮獲指揮官級法國榮譽軍團勳章，以及比利時的指揮官級利奧波德勳章。
1919年，佩蘭提議核反应可以做成恆星的能量來源，他注意到氦原子的質量小於四個氫原子的質量，且愛因斯坦的質能等價暗示了核融合(4 H → He)可以產生足以讓恆星閃耀億年的能量。美國化學家William Draper Harkins在1915年首先提出類似的理論。 之後漢斯·貝特及卡爾·馮·魏茨澤克在1930年代決定了恆星核合成的詳細機制。
1927年，他與化學家 André Job以及生理學家André Mayer聯合創辦了物理化學生物研究院(Institut de Biologie Physico-Chimique)，經費由埃德蒙·德·罗斯柴尔德贊助。1937年，佩蘭創立了發現宮，一座位於巴黎的科學博物館。 
佩蘭被認為是法國國家科學研究中心(CNRS)的創立者，在佩蘭與八十多位科學家（包含了八位諾貝爾獎得主）簽名請願後，法國教育部長在1933年四月，成立了Conseil Supérieur de la Recherche Scientifique(法國國家研究中心)。1936年，已當上研究次長的佩蘭，成立了Service Central de la Recherche Scientifique（法國中央科學研究局），兩個機構在1939年10月19日整合到CNRS之下。
他的學生包括著名的Pierre Victor Auger。佩蘭的兒子Francis Perrin也是一個物理學家。

### 個人生活
佩蘭是無神論者及社會主義者。他曾在一戰時期擔任工程部隊的軍官。
1938年，在佩蘭妻子Henriette去世後，Nine Choucroun (1896–1978)成為了佩蘭的伴侶。1940年6月，德軍入侵法國，佩蘭與Choucroun及部份法國政府官員搭乘遠洋郵輪Massilia，逃到了卡薩布蘭卡。1941年11月，他們搭上SS Excambion，並於11月23日抵達紐約
一戰結束後，佩蘭的遺體於1948年由巡洋艦Jeanne d'Arc運回法國後葬於先贤祠。